# Vaszil Szemenovics Sztusz
Vaszil Szemenovics Sztusz, ukránul Васи́ль Семе́нович Стус (Rahnyivka, 1938. január 6. – Perm-36, 1985. szeptember 4.) ukrán költő, műfordító, irodalomkritikus, újságíró, a hatvanasok nemzedékének képviselője, az ukrajnai disszidens mozgalom aktív tagja. Politikai meggyőződései miatt műveit betiltották, és 13 évet töltött fogságban. A Perm-36 kényszermunka-táborban hunyt el, miután 1985. szeptember 4-én éhségsztrájkba lépett. 2005. november 26-án Viktor Juscsenko ukrán elnök az Ukrajna Hőse címmel tüntette ki.

## Élete
Paraszti családban született Rahnyivka faluban, az Ukrán SZSZK-ban. 1939-ben szülei Sztalino városba (a mai Doneckbe) költöztek; gyermekeik egy évvel később követték őket. 
Középfokú tanulmányainak befejezése után Vaszil Sztusz a sztalinói Tanárképző Főiskola (ma Donecki Nemzeti Egyetem történelem–irodalom karára iratkozott be, ahol 1959-ben kiváló eredménnyel végzett. Ezt követően rövid ideig ukrán nyelvet és irodalmat tanított Kirovohradi terület egyik falujában, Tauzsnében, majd két évre besorozták a szovjet hadseregbe.
Katonai szolgálata után, 1960 és 1963 között a Szocialiszticsnij Donbasz szerkesztőjeként dolgozott. 1963-ban kezdte el Kijevben az Ukrán Tudományakadémia Sevcsenko Irodalmi Intézetének doktori programját; 1964-től az Állami Történeti Levéltárban dolgozott.
1965-ben házasodott össze Valentina Vaszilivna Popeljuhhal; gyermekük, Dmitro 1966-ban született.
1965. szeptember 4-én, Szergej Paradzsanov Elfelejtett ősök árnyai című filmjének kijevi bemutatóján részt vett az ukrán értelmiségiek letartóztatása elleni tiltakozásban. Ennek következményeképpen szeptember 30-án eltávolították az Irodalmi Intézetből „az aspiránsok és tudományos munkatársak viselkedési normáinak sorozatos megsértéséért,” utóbb elvesztette állását az Állami Történelmi Levéltárban. Ez után a metró építkezésén dolgozott, emellett továbbra is költészettel foglalkozott. 1965-ben benyújtotta Kruhoverty című kötetét egy kiadóhoz, de elutasították, mert nem felelt meg a szovjet ideológiának és stílusnak. Következő kötetét (Zimovi dereva) a recenzensek, Ivan Dracs és Jevhen Adelhejm kedvező véleménye ellenére is elutasították. A könyv 1970-ben Belgiumban jelent meg.
1968-ban egyike volt a másképp gondolkozók emberi jogainak a tiszteletben tartásáért a Szovjetunió vezetőségéhez intézett levél 139 aláírójának; 1970-ben részt vett az Ukrán hírnök szamizdat folyóirat előkészítésében.
1972. január 12-én Vaszil Sztuszt „szovjetellenes agitáció és propaganda” vádjával letartóztatták. Öt évet töltött munkatáborban Mordvinföldön, és két évet kényszerlakhelyen a Magadani területen, ahol aranybányában dolgozott. 1975 őszén majdnem meghalt gyomorfekélyben; mielőtt kórházba szállították volna, Kijevbe vitték "megelőző nevelésre", és csak december 10-én műtötték meg a leningrádi börtönkórházban. 1978-ban csak éhségsztrájkkal sikerült elérnie, hogy tíz nap eltávozást kapjon haldokló apja meglátogatására. 1979-ben a büntetése leteltével visszatért Kijevbe és egy öntödében, illetve egy cipőgyárban dolgozott. Felszólalt az Ukrán Helsinki Csoport tagjainak védelmében; ő maga 1979 októberében csatlakozott a csoporthoz.
1980. május 14-én, a moszkvai olimpiai játékok előtt letartóztatták, és „szovjetellenes tevékenység” miatt tíz évre ítélték. Védőügyvédje az utóbb az ukrán politikában később befolyásossá vált Viktor Medvedcsuk volt. Záróbeszédében Medvedcsuk kijelentette, hogy Sztusz minden bűne büntetést érdemel; mindazonáltal arról is tájékoztatta a bíróságot, hogy a vádlott súlyos gyomorbántalmai ellenére is teljesítette a napi normát abban a gyárban, ahol akkoriban dolgozott. Sztusz kérését, hogy másik kirendelt védőügyvédet kapjon, elutasították.  Különösen veszélyes, visszaeső bűnözőként 1980. október 9-én tíz év szigorított táborban letöltendő szabadságvesztésre és 5 év száműzetésre ítélték.
1980. novemberben Vaszil Sztusz a politikai foglyok számára létesített Perm-36 kényszermunkatáborba került. A táborban folytatta a versírást és fordítást, de írásait elkobozták. Lágerfeljegyzéseit azonban 1983-ben sikerült kicsempésznie, és ezek meg is jelentek Nyugaton. 1985-ben Heinrich Böll kezdeményezésére egy nemzetközi bizottság Nobel-díjra jelölte. 1985. szeptember 4-én hunyt el, azt követően, hogy  augusztus 28-án magánzárkába került, és éhségsztrájkba kezdett. Családjával azt közölték, hogy halálát szívelégtelenség okozta. Több visszautasítás és bürokratikus huzavona után a hatóságok végül megengedték a családnak, hogy holttestét hazaszállítsák Ukrajnába. 1989. november 19-én a kijevi Bajkoce temetőben hantolták el két másik disszidens, Olekszij Tihij és Jurij Litvin holttestével egyszerre. A gyászmenetben mintegy harmincezer fő vett részt.
1990. augusztusban a Szovjetunió Legfelső Bírósága megsemmisítette a Sztusz elleni ítéletet, és az ügyet bizonyítékok hiányában lezárták.

## Munkássága
Főiskolai tanulmányai alatt kezdett verseket írni, és 1963 és 1965 között néhány verse megjelent a Dnyipro és a Zmina című folyóiratokban. Politikai tevékenysége miatt első verseskötete nem jelenhetett meg. Fogsága idején is folytatta a versírást, de a KGB folyamatosan elkobozta és megsemmisítette műveit. 1976-ban mintegy 600 versét és Goethe, Rilke, Kipling, Baudelaire verseinek fordítását semmisítették meg.
Egyes verseit sikerült Nyugatra csempésznie, ahol kiadták köteteit: Zimovi dereva (1970), Zbirki vibranoho (1977) és az 1971–1979 között írt verseit tartalmazó Palimpszeszti (1986). Első Ukrajnában  megjelent kötete egy „földalatti” gyűjtemény volt, ezt követte az immár legális Doroha bolju (1990). 1992-ben jelent meg a verseit, cikkeit, leveleit és naplórészleteit tartalmazó Vikna v pozaprosztyir, valamint a KGB archívumából előkerült verseinek gyűjteménye, a Zolotokosza kraszunya.
Sztusz hagyományos stílusban írt; számára a tartalom fontosabb volt a formánál. 1960-as években írt verseiben a szatíra gyakran gúnnyá, haraggá és gyalázkodássá változott. A fogságban írt versei derűsebbek és filozofikusabbak; ezek a természetről, a fogolyról és a börtönőrről szólnak.

## Kitüntetései és elismerései

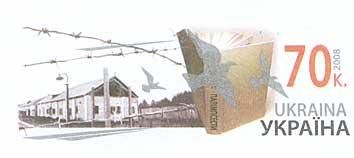
A 2008-ban kibocsátott emlékbélyeg

1982-ben Antonovics-díjjal ismerték el. A Szovjetunió felbomlása után, 1991-ben posztumusz Tarasz Sevcsenko Nemzeti Díjat kapott. 2005-ben a legmagasabb ukrán állami kitüntetés, az Ukrajna Hőse polgári tagozatával tüntették ki. 2008-ban, születésének 70. évfordulóján bélyeget adtak ki tiszteletére, amely fogságának helyszínét ábrázolja. Ugyanebben az évben az Ukrán Nemzeti Bank 2 hrivnya névértékű emlékérmét bocsátott ki, melynek hátoldalán a költő arcképe látható.

## Emlékezete
1989-ben adták át az első Vaszil Sztusz-díjakat. A díjat a Független Alkotó Értelmiség Ukrán Egyesülete alapította, és minden évben a költő születésnapján adják át Lvivben.
2008. decemberben a Donecki Nemzeti Egyetem diákjainak és korábbi diákjainak egy csoportja felkérte az oktatási minisztert, hogy az intézmény vegye fel az egykor itt végzett Vaszil Sztusz nevét. A miniszter támogatta a kezdeményezést, és kapcsolatba lépett az egyetem rektorával, hogy az egyetemi tanácsban beszéljék meg az ügyet, de az egyetemi tanács és az egyetem diákjainak képviselői ellenezték az átnevezést. A kelet-ukrajnai háború miatt Vinnicjába költözött egyetem 2016. június 10-én felvette Sztusz nevét, ekkor az egyetemi tanács 105 tagjából 75 szavazott az átnevezés mellett. Szintén a háború következményeként az egyetem donecki épületéről az oroszbarát erők levették Sztusz emléktábláját. Szintén 2015-ben a donecki városi néptanács döntést hozott arról, hogy a költő emlékére állított sztélé helyére Nyikolaj Kuznyecov szovjet titkosügynök emlékművét kell állítani.
Ukrajna-szerte tucatnyi utca viseli nevét, és a 2022-es Ukrajna elleni orosz inváziót megkezdését követően egy ukrán közvélemény-kutatás szerint a kijevi metró Lev Tolsztojról elnevezett állomását Sztuszra kell átnevezni.
2019-ben mutatták be Roman Brovko rendező Vaszil Sztusz életéről készített filmjét.
2020. októberben egy ukrán bíróság Viktor Medvedcsuk (Sztusz egykori kirendelt védőügyvédje) keresete alapján megtiltotta Vahtang Kipiani Sztuszról szóló könyvének forgalmazását. 2021. márciusban a kijevi fellebbviteli bíróság hatályon kívül helyezte az elsőfokú ítéletet, és majdnem egészében jóváhagyta a könyv kiadójának és szerzőjének keresetét.

## Fordítás
- Ez a szócikk részben vagy egészben  a   Vasyl Stus című angol Wikipédia-szócikk ezen változatának fordításán alapul.  Az eredeti cikk szerkesztőit annak laptörténete sorolja fel. Ez a jelzés csupán a megfogalmazás eredetét és a szerzői jogokat jelzi, nem szolgál a cikkben szereplő információk forrásmegjelöléseként.